# San Giuliano Nuovo
San Giuliano Nuovo is een plaats (frazione) in de Italiaanse gemeente Alessandria, provincie Alessandria.